# 练氏夫人

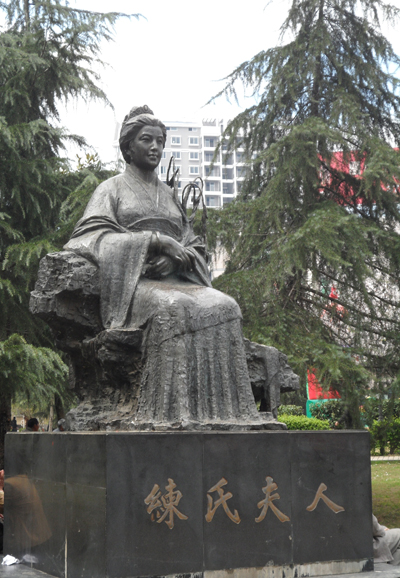
练氏夫人

练氏夫人（872年—952年），名寯，建州浦城县练湖人，五代十国时期闽国人物。因避免建州被屠城，为今日建瓯人所尊崇。
练氏夫人为闽国西北行营招讨使章仔钧之妻。章仔钧以五千人镇守浦城的西岩山。一次，南唐包围闽军的营寨，章仔钧派边镐、王建封两名小校前去建州求援。二人因雨耽误时间，按律当斩，练氏夫人力谏，派兒子勸告逃走，投奔南唐，後來這兩人都做了南唐的大將。
943年，王延政割据建州称帝，建国号大殷，年号天德。翌年攻破长乐府。南唐得知闽国内乱，派查文徽率兵攻打建州。当时南唐军以王建封为先锋、边镐为接应，建州马上就要被攻陷，查文徽下令破城之后屠城。二人得知练氏夫人居住在建州城内，为了报恩，便偷偷携带金银财帛和白旗一面，通告了唐军将要屠城之事，要求她将白旗插在以免于灾难。练氏夫人拒绝了所有赠品，归还白旗，声称保护全城百姓免于屠杀便是他们最好的报恩；如果一定要屠城，她全家都愿意与全城百姓一起殉难。二人大为感动，便制止了屠杀行为，保全了建州百姓。翌年，闽国为南唐所灭。

## 逝世及纪念
保大十年（952年），练氏夫人病逝。建州百姓感其恩，破了城内不能埋葬人的例子，将她葬于州衙后堂，立石“全城众母”一块以示纪念。她的子孙章氏后人，为了纪念救全城百姓的事迹，将堂号称为“全城堂”。江浙一带不少章姓人氏奉他为先祖。
明朝正德十五年（1505年），建宁府同知湛龙撤去城西敬客坊的天后宫，改为“章太傅练氏夫人祠”。清朝乾隆十年（1745年），建宁府衙门为她立墓碑，上书“宋追封太傅琅玡王唐金紫大夫武宁伯章公讳仔钧元配越国夫人练太夫人”。光绪三年（1877年），其后裔浙江金华章倬标，及工部营缮清吏主司、建安人朱紫佩等人集资，在城关桐树坡重建练氏夫人庙祠，章倬标撰《修祠记》，题为“敕封保唐灵佑渤海郡君练夫人”。
练氏夫人之墓位于建瓯市城关原芝山公园（今工人文化宫）的土坡上，坐北朝南。文化大革命期间，墓葬的地面建筑全部被毁。